# The Kinks
The Kinks este o formație rock din Marea Britanie, care a fost numită drept una dintre cele mai influente formații rock care au existat vreodată.
În timpul erei new wave, formații precum The Jam, The Knack și The Pretenders au cântat melodii compuse de The Kinks, iar formații ca de exemplu Blur, Oasis și Supergrass i-au citat ca influențe majore pentru muzica proprie.
The Kinks au atras atenția publicului larg pentru prima dată în 1964 cu melodia "You Really Got Me", melodie care a atins locul 1 în topul britanic. Al patrulea single al formației, "All Day and All of the Night" a urcat până pe locul 2 in Marea Britanie și pe locul 7 în SUA.
În 1970, melodia "Lola" a atins locul 2 în topul britanic și locul 9 în cel american.

## Discografie
- Kinks (1964)
- Kinda Kinks (1965)
- The Kink Kontroversy (1966)
- Face to Face (1966)
- Something Else (1967)
- Village Green Preservation Society (1968)
- Arthur (Or The Decline And Fall Of The British Empire) (1969)
- Lola versus Powerman and the Moneygoround, Part One (1970)
- Percy (soundtrack) (1971)
- Muswell Hillbillies (1971)
- Everybody's In Show-biz (1972)
- The Great Lost Kinks Album (1973)
- Preservation Act 1 (1973)
- Preservation Act 2 (1974)
- Soap Opera (1975)
- Schoolboys In Disgrace (1975)
- Sleepwalker (1977)
- Misfits (1978)
- Low Budget (1979)
- One For The Road (live-album) (1980)
- Give The People What The Want (1981)
- State Of Confusion (1983)
- Word Of Mouth (1984)
- Think Visual (1986)
- The Road (live-album) (1987)
- UK Jive (1989)
- Phobia (1993)
- To The Bone (live-album) (1994)